# توشافيم
توشافيم ((بالعبرية: תושבים‏)، المُقيمين؛ المُفرد: תושב، من الجذر ישב، « سكن، بقي، استقر ») هو مُصطلح يُستخدم للإشارة بصفة عامة إلى اليهود غير السفارديين الذين سكنوا الأراضي التي وصل إليها بشكل جماعي عدد من اليهود خلال طردهم من إسبانيا ((بالعبرية: מגורשים‏)، ميغوراشيم) في عام 1492 بمرسوم من إيزابيلا ملكة قشتالة وفرناندو الثاني ملك أرغون.
وبشكل أكثر تحديداً، فإنه ينطبق على اليهود الأصليين في المغرب العربي، الذين يُطلَق عليهم أيضاً مغربيم ((بالعبرية: מַגּרֶבִּים‏) أو מַאגרֶבִּים). هؤلاء الذين عاشوا في المنطقة الغربية لشمال أفريقيا. يُمكن أن يكون يهود التوشافيم الأمازيغ الذين تحولوا لليهودية بعد قدوم العبرانيين إلى المغرب العربي في عام 70م (بعد تدمير الهيكل في القدس).

## التاريخ
كانت إسبانيا البيزنطية والمغرب العربي تحت حكم إكسرخسية قرطاج أرض ترحيب باليهود المُضطهدين، على سبيل المثال في القرن السابع أثناء الاضطهاد الشديد ليهود شبه الجزيرة الإيبيرية من قِبل ملك القوط الغربيين سيزبوت. يعود الوجود التاريخي والأثري لليهود في المغرب العربي إلى الفترة الهلنستية، مما يجعلهم، على الأقل في منطقة برقة، مرتبطين سياسياً بمصر البطلمية مع يهود رومانيوت. شهدت اليهودية تطوراً منذ القرون الأولى للعصر المشترك، في ظل الوجود الروماني في محيط قرطاج ثم في قسنطينة، سطيف، تيبازة، شرشال، وليلي (التي كانت أطلالها القديمة بمثابة حائط براق محلي للحجاج اليهود الأصليين) وسلا.

## بيبليوغرافيا
- حاييم الزعفراني (1922-2004), Deux mille ans de vie juive au Maroc : histoire et culture, religion et magie. Paris, 1998.
- Slouschz (1908). Hébræo-Phéniciens et Judéo-Berbères, introduction à l'histoire des Juifs et du judaïsme en Afrique. Ernest Leroux. مؤرشف من الأصل في 2016-03-03. اطلع عليه بتاريخ 2010-05-06. {{استشهاد بكتاب}}: الوسيط |الأخير= و|مؤلف1= تكرر أكثر من مرة (مساعدة)